# Glöwen (stacja kolejowa)
Glöwen (niem. Bahnhof Glöwen) – stacja kolejowa w Plattenburgu, w regionie Brandenburgia, w Niemczech. Leży na linii Berlin – Hamburg i została otwarta w 1846. Od 1890 roku do 1971 roku była stacją początkową dla linii Glöwen – Havelberg. Neoklasyczny budynek dworca jest obiektem zabytkowym.

## Położenie
Stacja znajduje się na kilometrze 101,8 linii Berlin – Hamburg, na południowych obrzeżach Glöwen, około jednego kilometra na południe od centrum dzielnicy. Linia kolejowa przebiega w przybliżeniu w tym obszarze w kierunku wschód-zachód i przecina w rejonie stacji drogę B107. Około dziesięciu kilometrów na południe leży miasto Havelberg.

## Linie kolejowe
- Berlin – Hamburg
- Glöwen – Havelberg